# Xã Arlington, Quận Sibley, Minnesota
Xã Arlington (tiếng Anh: Arlington Township) là một xã thuộc quận Sibley, tiểu bang Minnesota, Hoa Kỳ. Năm 2010, dân số của xã này là 543 người.